# Ассман, Рихард
Рихард Адольф Ассман (1845—1918) — немецкий метеоролог, директор Воздухоплавательной обсерватории Королевского метеорологического института в Берлине, доцент Берлинского университета.

## Биография
Рихард Ассман родился 13 апреля 1845 года в городе Магдебурге.
В 1868 году он получил степень доктора философии по медицине в Берлине, а с 1870 по 1879 год был врачом общей практики в городе Бад-Фрайенвальде. В 1879 году он вернулся в Магдебург, где продолжил врачебную практику. В 1880 основал «Магдебургскую газету», в которой 12 декабря 1880 опубликовал первую в Германии карту погоды.
В 1885 году он получил вторую степень доктора философии на факультете философии в Университете Галле, а затем стал научным сотрудником в Королевского метеорологического института. С 1905 по 1914 год он был директором Прусской Королевской обсерватории в Линденберге, а затем был избран почётным профессором Гиссенского университета.
Ричард Ассман проявлял особый интерес к высотным исследованиям атмосферы Земли и был пионером в области аэрологии. Наряду с Леоном де Бортом (1855—1913), он считается одним из первооткрывателей стратосферы, так как оба мужчины объявили о своем открытии практически одновременно в 1902 году.
С 1887 по 1892 он разрабатывал психрометр для точного измерения влажности воздуха и температуры. Это был первый прибор, который был в состоянии обеспечить надёжное измерение температуры с воздушного шара на большой высоте. Техническую реализацию и производство этого устройства организовали на заводе Рудольфа Фуcса (1838—1917).
С 1888 по 1899 год будучи членом «Verein zur Förderung der Luftschifffahrt», построил специальный шар для исследований верхних слоёв атмосферы. Он являлся видным популяризатором метеорологии, и, на протяжении своей научной карьеры, сыграл важную роль в издании нескольких специализированных газет и журналов.
С 1884 до своей смерти он издавал популярный ежемесячный журнал «Das Wetter». В 1903 году он был награждён медалью (совместно с метеорологом Артуром Берсоном; 1859—1942) от Нидерландской королевской академии наук.
Рихард Ассман скончался 28 мая 1918 года в Гиссене.